# شهرستان چاودار
شهرستان چاودار (به بلغاری: Chavdar Municipality) یک شهرستان در بلغارستان است که در استان صوفیه واقع شده‌است.